# Lekkoatletyka na Igrzyskach Śródziemnomorskich 2001
Zawody lekkoatletyczne na igrzyskach śródziemnomorskich w 2001 odbyły się w dniach 11–14 września 2001 w Radisie.
Oficjalnym głównym miejscem rozgrywania zawodów podczas tych igrzysk był Tunis, jednakże stadion, na którym odbywały się m.in. konkurencje lekkoatletyczne, jest położony w Radisie (został wybudowany w 2001 na potrzeby igrzysk śródziemnomorskich).
Podczas igrzysk po raz pierwszy rozegrano następujące konkurencje kobiece: bieg na 3000 metrów z przeszkodami, skok o tyczce i rzut młotem, a także chód na 20 kilometrów, który zastąpił chód na 10 kilometrów. W rzucie oszczepem kobiet po raz pierwszy używano obecnie obowiązującego modelu. Po raz ostatni na igrzyskach odbyły się zawody w maratonie kobiet i mężczyzn, zastąpione od kolejnych igrzysk półmaratonem.    

## Wyniki

### Mężczyźni

#### konkurencje biegowe
| Konkurencja:                       | 1. miejsce                                                                           | Rezultat | 2. miejsce                                                           | Rezultat | 3. miejsce                                                                          | Rezultat |
| Bieg na 100 metrów                 | Aristotelis Gawelas · Grecja                                                         | 10,14 w  | Maurizio Checcucci · Włochy                                          | 10,15 w  | Aninos Markulidis · Cypr                                                            | 10,21 w  |
| Bieg na 200 metrów                 | Aninos Markulidis · Cypr                                                             | 20,60    | Andrea Colombo · Włochy                                              | 20,60    | Panajotis Saris · Grecja                                                            | 20,72    |
| Bieg na 400 metrów                 | Malik Louahla · Algieria                                                             | 45,56    | Sofiane Labidi · Tunezja                                             | 46,33    | Amin Badany Goma’a · Egipt                                                          | 46,87    |
| Bieg na 800 metrów                 | Adem Hecini · Algieria                                                               | 1:49,21  | Khalid Tighazouine · Maroko                                          | 1:49,42  | Franck Barré · Francja                                                              | 1:49,48  |
| Bieg na 1500 metrów                | Abdelkader Hachlaf · Maroko                                                          | 3:46,45  | Mohamed Khaldi · Algieria                                            | 3:47,55  | Fouad Chouki · Francja                                                              | 3:47,97  |
| Bieg na 5000 metrów                | Mohamed Khaldi · Algieria                                                            | 14:06,30 | Mohammed Amyn · Maroko                                               | 14:06,73 | Ricardo Fernández · Hiszpania                                                       | 14:07,20 |
| Bieg na 10 000 metrów              | Dżawad Gharib · Maroko                                                               | 28:58,97 | Kamel Kohil · Algieria                                               | 29:00,47 | Ahmed Baday · Maroko                                                                | 29:13,36 |
| Maraton                            | Sergio Chiesa · Włochy                                                               | 2:21:07  | Mustapha Damaoui · Maroko                                            | 2:22:25  | Ali Mohamed Zaïdi · Libia                                                           | 2:22:56  |
| Bieg na 110 metrów przez płotki    | Vincent Clarico · Włochy                                                             | 13,62    | Devis Favaro · Włochy                                                | 13,89    | Nenad Lončar · Jugosławia                                                           | 13,90    |
| Bieg na 400 metrów przez płotki    | Periklis Jakowakis · Grecja                                                          | 50,21    | Darko Juričić · Chorwacja                                            | 50,35    | Laurent Ottoz · Włochy                                                              | 50,75    |
| Bieg na 3000 metrów z przeszkodami | Antonio David Jiménez · Hiszpania                                                    | 8:31,31  | José Luis Blanco · Hiszpania                                         | 8:34,94  | Laïd Bessou · Algieria                                                              | 8:35,32  |
| Sztafeta 4 × 100 metrów            | Włochy · Maurizio Checcucci · Marco Torrieri · Francesco Scuderi · Andrea Colombo    | 39,14    | Francja · Yannick Urbino · Thierry Lubin · Alex Ménal · Needy Guims  | 39,73    | Hiszpania · Cecilio Maestra · Pedro Pablo Nolet · Carlos Meléndez · Carlos Berlanga | 40,00    |
| Sztafeta 4 × 400 metrów            | Grecja · Stelios Dimotsios · Joanis Lesis · Jeorjos Oikonomidis · Periklis Jakowakis | 3:07,28  | Algieria · Malik Louahla · Djamel Belaid · Nabil Salmi · Adem Hecini | 3:07,50  | Francja · Laurent Claudel · Marc Foucan · Philippe Bouche · Bruno Wavelet           | 3:07,87  |
| Chód na 20 kilometrów              | Hatem Ghoula · Tunezja                                                               | 1:26:43  | José Alejandro Cambil · Hiszpania                                    | 1:28:43  | Alessandro Gandellini · Włochy                                                      | 1:29:18  |

#### konkurencje techniczne
| Konkurencja:   | 1. miejsce                    | Rezultat | 2. miejsce                        | Rezultat | 3. miejsce                           | Rezultat |
| Skok wzwyż     | Abderahmane Hammad · Algieria | 2,25     | Giulio Ciotti · Włochy            | 2,19     | Elvir Krehmić · Bośnia i Hercegowina | 2,19     |
| Skok o tyczce  | Andrea Giannini · Włochy      | 5,45     | Giuseppe Gibilisco · Włochy       | 5,40     | Khalid Lachheb · Francja             | 5,40     |
| Skok w dal     | Siniša Ergotić · Chorwacja    | 8,08     | Younès Moudrik · Maroko           | 8,07 w   | Nicola Trentin · Włochy              | 7,93 w   |
| Trójskok       | Fabrizio Donato · Włochy      | 17,05    | Sébastien Pincemail · Francja     | 16,58 w  | Raúl Chapado · Hiszpania             | 16,41 w  |
| Pchnięcie kulą | Manuel Martínez · Hiszpania   | 21,03    | Paolo Dal Soglio · Włochy         | 20,60    | Wajos Tigas · Grecja                 | 19,42    |
| Rzut dyskiem   | Diego Fortuna · Włochy        | 64,40    | David Martínez · Hiszpania        | 63,85    | Mario Pestano · Hiszpania            | 63,71    |
| Rzut młotem    | Nicola Vizzoni · Włochy       | 78,49    | Aleksandros Papadimitriu · Grecja | 76,98    | Raphaël Piolanti · Francja           | 71,52    |
| Rzut oszczepem | Laurent Dorique · Francja     | 80,88    | Elefterios Karasmanakis · Grecja  | 77,58    | Edi Ponoš · Chorwacja                | 76,12    |
| Dziesięciobój  | Prodromos Korkizoglu · Grecja | 7773 pkt | Hamdi Dhouibi · Tunezja           | 7530 pkt | Paolo Casarsa · Włochy               | 7522 pkt |

### Kobiety

#### konkurencje biegowe
| Konkurencja:                       | 1. miejsce                                                                       | Rezultat   | 2. miejsce                                                                      | Rezultat | 3. miejsce                                                                                | Rezultat |
| Bieg na 100 metrów                 | Nora Güner · Turcja                                                              | 11,25      | Manuela Levorato · Włochy                                                       | 11,25    | Ewfrosyni Patsu · Grecja                                                                  | 11,45    |
| Bieg na 200 metrów                 | Nora Güner · Turcja                                                              | 22,86 w    | Fabé Dia · Francja                                                              | 23,18 w  | Anita Mormand · Francja                                                                   | 23,50 w  |
| Bieg na 400 metrów                 | Marie-Louise Bévis · Francja                                                     | 52,90      | Francine Landre · Francja                                                       | 52,96    | Awatef Ben Hassine · Tunezja                                                              | 53,77    |
| Bieg na 800 metrów                 | Seltana Aït Hammou · Maroko                                                      | 2:04,28    | Brigita Langerholc · Słowenia                                                   | 2:04,91  | Abir Nakhli · Tunezja                                                                     | 2:04,98  |
| Bieg na 1500 metrów                | Fatma Lanouar · Tunezja                                                          | 4:10,33    | Süreyya Ayhan · Turcja                                                          | 4:10,69  | Ebru Kavaklıoğlu · Turcja                                                                 | 4:12,03  |
| Bieg na 5000 metrów                | Ebru Kavaklıoğlu · Turcja                                                        | 15:26,33   | Asmae Leghzaoui · Maroko                                                        | 15:29,35 | Olivera Jevtić · Jugosławia                                                               | 15:40,61 |
| Bieg na 10 000 metrów              | Asmae Leghzaoui · Maroko                                                         | 31:16,94 , | Olivera Jevtić · Jugosławia                                                     | 31:33,08 | Elvan Abeylegesse · Turcja                                                                | 32:29,20 |
| Maraton                            | Mehtap Sızmaz · Turcja                                                           | 2:40:49    | Serap Aktaş · Turcja                                                            | 2:43:18  | Sonia Agoun · Tunezja                                                                     | 2:46:03  |
| Bieg na 100 metrów przez płotki    | Patricia Girard · Francja                                                        | 12,82      | Haïdy Aron · Francja                                                            | 13,04    | Margaret Macchiut · Włochy                                                                | 13,31    |
| Bieg na 400 metrów przez płotki    | Sylvanie Morandais · Francja                                                     | 57,02      | Monika Niederstätter · Włochy                                                   | 57,22    | Meta Mačus · Słowenia                                                                     | 57,51    |
| Bieg na 3000 metrów z przeszkodami | Élodie Olivarès · Algieria                                                       | 9:44,68 ,  | Laurence Duquenoy · Francja                                                     | 10:05,90 | Hana Chaouach · Tunezja                                                                   | 10:18,31 |
| Sztafeta 4 × 100 metrów            | Francja · Haïdy Aron · Céline Thélamon · Fabé Dia · Sylvie Mballa Éloundou       | 44,40      | Włochy · Anita Pistone · Francesca Cola · Manuela Grillo · Danielle Perpoli     | 44,89    | Grecja · Atina Kopsia · Ewfrosyni Patsu · Olga Kaidandzi · Joana Kafedzi                  | 44,97    |
| Sztafeta 4 × 400 metrów            | Francja · Anita Mormand · Viviane Dorsile · Marie-Louise Bévis · Francine Landre | 3:34,28    | Włochy · Daniela Reina · Fabiola Piroddi · Francesca Carbone · Danielle Perpoli | 3:38,90  | Grecja · Jeorija Kumnaki · Christina Chandzi-Neag · Paraskewi Tsapara · Chrysula Gudenudi | 3:42,22  |
| Chód na 20 kilometrów              | Erica Alfridi · Włochy                                                           | 1:36:47    | Elisabetta Perrone · Włochy                                                     | 1:36:47  | Rocío Florido · Hiszpania                                                                 | 1:37:14  |

#### konkurencje techniczne
| Konkurencja:   | 1. miejsce                      | Rezultat | 2. miejsce                     | Rezultat | 3. miejsce                       | Rezultat |
| Skok wzwyż     | Blanka Vlašić · Chorwacja       | 1,90     | Nevena Lenđel · Chorwacja      | 1,87     | Anna Visigalli · Włochy          | 1,87     |
| Skok o tyczce  | Dana Cervantes · Hiszpania      | 4,10     | Talia Jakowidu · Grecja        | 4,00     | Marie Poissonnier · Francja      | 3,90     |
| Skok w dal     | Concepción Montaner · Hiszpania | 6,48     | Stiliani Pilatu · Grecja       | 6,41     | Silvia Favre · Włochy            | 6,14     |
| Trójskok       | Baya Rahouli · Algieria         | 14,30 w  | Marija Martinović · Jugosławia | 13,97 w  | Carlota Castrejana · Algieria    | 13,72 w  |
| Pchnięcie kulą | Assunta Legnante · Włochy       | 17,23    | Irini Terzoglu · Grecja        | 16,97    | Martina de la Puente · Hiszpania | 16,55    |
| Rzut dyskiem   | Areti Abadzi · Grecja           | 61,42    | Agnese Maffeis · Włochy        | 57,38    | Monia Kari · Tunezja             | 56,44    |
| Rzut młotem    | Florence Ezeh · Francja         | 64,59    | Ester Balassini · Włochy       | 64,13    | Aleksandra Papajeorju · Grecja   | 62,87    |
| Rzut oszczepem | Claudia Coslovich · Włochy      | 62,02    | Angeliki Tsiolakudi · Grecja   | 58,16    | Marta Míguez · Hiszpania         | 55,19    |
| Siedmiobój     | Anzhela Atroshchenko · Turcja   | 5833 pkt | Gertrud Bacher · Włochy        | 5764 pkt | Julie Mézerette · Francja        | 5670 pkt |

## Tabela medalowa
| Miejsce | Kraj                 | Złoto | Srebro | Brąz | Razem |
| 1       | Włochy               | 9     | 14     | 7    | 30    |
| 2       | Francja              | 9     | 6      | 8    | 23    |
| 3       | Grecja               | 5     | 6      | 6    | 17    |
| 4       | Algieria             | 5     | 3      | 1    | 9     |
| 5       | Turcja               | 5     | 2      | 2    | 9     |
| 6       | Maroko               | 4     | 5      | 1    | 10    |
| 7       | Hiszpania            | 4     | 3      | 8    | 15    |
| 8       | Tunezja              | 2     | 2      | 5    | 9     |
| 9       | Chorwacja            | 2     | 2      | 1    | 5     |
| 10      | Cypr                 | 1     | 0      | 1    | 2     |
| 11      | Jugosławia           | 0     | 2      | 2    | 4     |
| 12      | Słowenia             | 0     | 1      | 1    | 2     |
| 13      | Bośnia i Hercegowina | 0     | 0      | 1    | 1     |
| 13      | Egipt                | 0     | 0      | 1    | 1     |
| 13      | Libia                | 0     | 0      | 1    | 1     |
| Razem   | Razem                | 46    | 46     | 46   | 138   |